# 列納區
61°33′N 45°56′E / 61.550°N 45.933°E
列納區（俄语：Ленский район），是俄羅斯的一個區，位於該國西北部，由阿爾漢格爾斯克州負責管轄，始建於1924年6月1日，面積10,700平方公里，2010年人口13,362，人口密度每平方公里1.25人。